# Leeskopa
Leeskopa – wieś w Estonii, w prowincji Sarema, w gminie Muhu.